# Université du Texas

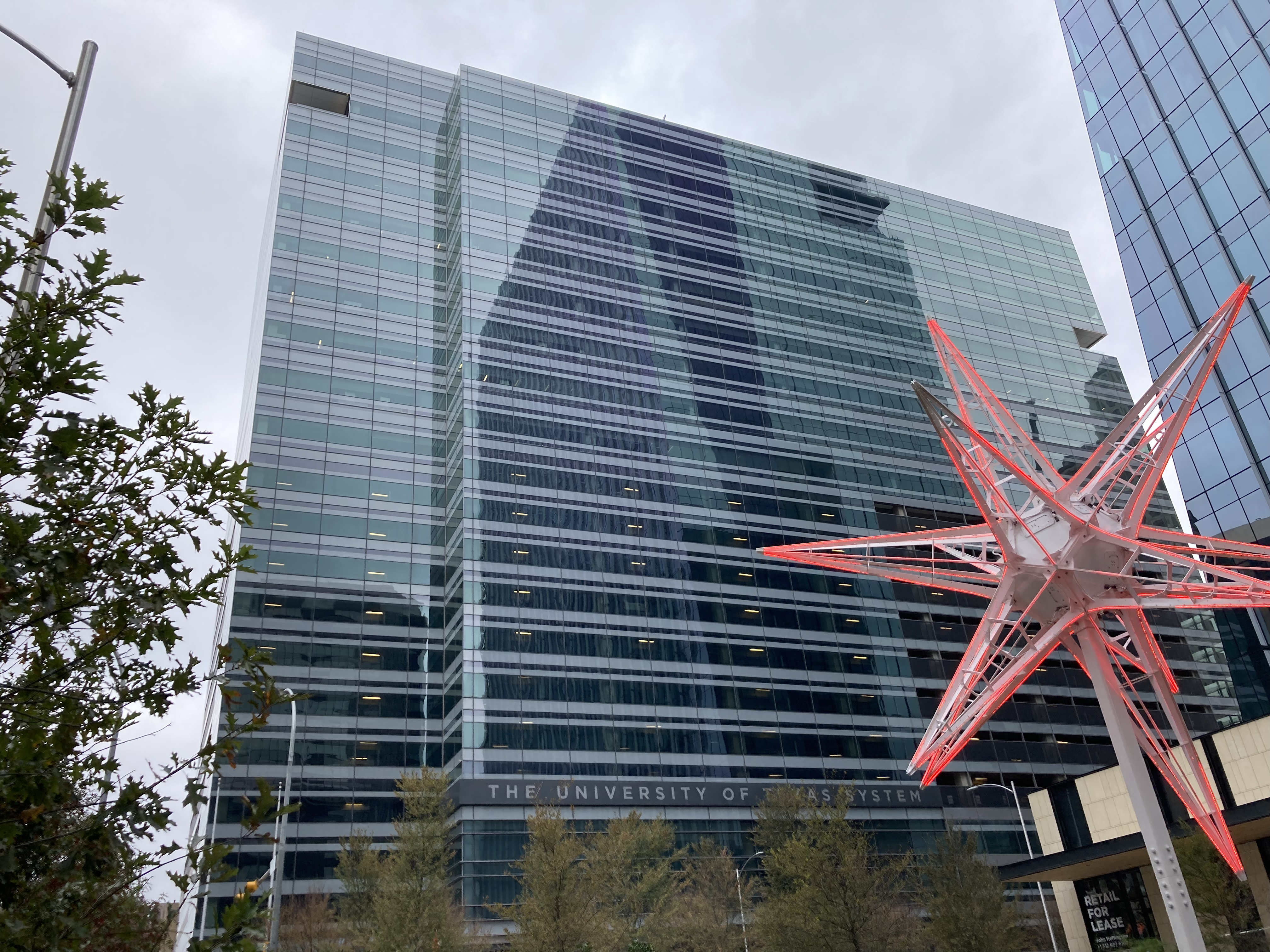
Le siège de l'UT System à Austin, Texas, vu depuis l'esplanade de l'Indeed Tower au sud.

Pour les articles homonymes, voir UT.
L'université du Texas (en anglais, The University of Texas ou UT) est un système de neuf universités et cinq institutions médicales américaines situées dans l'État du Texas (voir liste ci-dessous). Le site-siège est le campus d'Austin, avec 50 000 étudiants et plus de 2 700 enseignants.
« UT-Austin » est une université sélective ; ses programmes de technologie, d'informatique et d'études latinoaméricaines sont très respectés. UT-Austin accueille les élèves les mieux qualifiés du Texas ainsi que des étudiants du monde entier. Le siège est situé à Downtown Austin.
La législature du Texas a adopté un projet de loi qui fera de l'université d'État Stephen F. Austin (en) (anglais : Stephen F. Austin State University) un membre du système à compter de l'année universitaire 2023-2024. Le gouverneur Greg Abbott a signé le projet de loi le 10 mai 2023. L'université conservera son nom, mais avec la phrase « a member of The University of Texas System » (« membre du système de l'Université du Texas ») en annexe.
- Université d'État Stephen F. Austin
- Université du Texas à Arlington
- Université du Texas à Austin
- Université du Texas à Dallas
- Université du Texas à El Paso
- Université du Texas du Vallée du Rio Grande (Brownsville et Edinburg)
- Université du Texas du Bassin Permian (Odessa)
- Université du Texas à San Antonio
- Université du Texas à Tyler

- Université du Texas Southwestern Medical Center à Dallas
- Université du Texas Medical Branch à Galveston
- Université du Texas Health Science Center à Houston
- Université du Texas Health Science Center à San Antonio
- The University of Texas M. D. Anderson Cancer Center

## Anciennes institutions
- Université du Texas à Brownsville — fusionné avec l'UT du Vallée du Rio Grande en 2013, avec une instruction commençant en 2015
- Université du Texas – Panaméricaine —fusionné avec l'UT du Vallée du Rio Grande en 2013, avec une instruction commençant en 2015
- Université du Texas Health Center à Tyler — fusionné avec l'UT Tyler en 2021